# Flak-Scheinwerfer-Brigade I
Die Flak-Scheinwerfer-Brigade I war ein Kampfverband in Brigadestärke der Luftwaffe im Zweiten Weltkrieg. 

## Einsatzgeschichte
Die Brigade wurde im Juli 1940 bei Arnheim aufgestellt. Der Einsatz erfolgte erst im Raum Belgien-Niederlande bei der Nachtjagd im Zuge der Hellen Nachtjagd, später dann mit Gefechtsstand in Stade. Welche Flak-Regimenter ihr unterstanden, konnte nicht ermittelt werden. Die Brigade war der 1. Nachtjagd-Division zugewiesen.
Am 1. August 1941 wurde im Zuge der Umstrukturierung der 1. Nachtjagd-Division in das XII. Fliegerkorps die Brigade umgewandelt und erhielt die Bezeichnung 1. Flakscheinwerfer-Division.

## Kommandeur
| Dienstgrad | Name          | Datum                             |
| ---------- | ------------- | --------------------------------- |
| Oberst     | Alfons Luczny | 29. Juli 1940 bis 10. August 1941 |